# A Shadow of My Future Self
A Shadow of My Future Self é o álbum de estreia do cantor e compositor britânico Ross Jennings. Foi lançado em 19 de novembro de 2021 pela Graphite Records. Diferentemente de sua música mais conhecida (progressiva), este álbum segue uma abordagem mais mainstream; Ross citou Styx, Coldplay, Journey e Porcupine Tree como referências.
Em 31 de dezembro de 2021, ele anunciou em sua página do Instagram que um segundo álbum já estava sendo criado.

## Contexto
O nome do álbum é uma brincadeira com a frase "uma sombra do meu antigo eu", mas que transforma a frase em algum mais positivo, com a ideia de que a pessoa que você é agora tem espaço para melhorar e crescer.
O álbum foi inicialmente anunciado em 3 de outubro de 2020 através das mídias sociais de Ross e mais tarde teve seu título revelado em 25 de junho de 2021, juntamente com o lançamento do primeiro single "Words We Can't Unsay". Os singles subsequentes "Grounded", "Violet", "Feelings" e "Catcher in the Rye" foram lançados mensalmente com videoclipes até a chegada do álbum. "Rocket Science" recebeu um videoclipe após o lançamento do álbum e "Be the One" recebeu um videoclipe após o lançamento da edição em vinil.
O álbum mais tarde recebeu um lançamento japonês com uma versão orquestral da música "Better Times" incluída como faixa bônus.

## Produção
O álbum começou a ser produzido perto do início da pandemia do COVID-19, que deu a Ross uma chance de montar seu próprio álbum enquanto não podia tocar e escrever com sua banda principal, o Haken.
O material do álbum data de pelo menos 2010. A primeira música a ser escrita foi "Third Degree". Originalmente intitulada "The Person You Are", veio da mesma época que "She Loves You More". A primeira música escrita diretamente para o álbum foi "Feelings", com a música sendo usada como o referencial para as técnicas de gravação do álbum. A letra de "Words We Can't Unsay" foi fortemente baseada em seus problemas de casamento na época. Eles se manifestam diretamente em algumas das letras, pois Ross afirmou que muitos versos foram tirados diretamente de seus argumentos conjugais.
A letra e a melodia vocal do refrão da música "Young at Heart" foram inicialmente planejadas para serem usadas na música " Prosthetic " do álbum de 2020 de Haken, Virus, mas acabaram não sendo utilizadas pela banda.
O videoclipe de "Feelings" foi baseado em videogames icônicos e apresenta Ross Jennings como protagonista de um jogo tipo arcade com vários níveis vagamente baseados em Super Mario Odyssey, The Legend of Zelda: Breath of the Wild, Metal Gear Solid e Guitar Hero. Um jogo real foi criado por Crystal Spotlight no Unreal Engine 4 e Ross anunciou que um jogo completo pode ser lançado se houver interesse.
A música final do álbum, o cover de Jennings de Be the One por Dua Lipa, foi feito por diversão, com Ross dizendo que "não se espera que um artista de metal progressivo faça um cover meio decente de uma música de Dua Lipa."
A capa do álbum foi tirada de uma série de fotos promocionais tiradas pela esposa de Ross. A foto em particular se destacou para o cantor e, segundo ele, representou muito seus sentimentos consigo mesmo e com o álbum na época. Ele então deu a foto para os colaboradores de longa data de Haken, Blacklake, que transformaram a foto em uma peça de grafite estilo Banksy. A escolha da cor da capa é uma referência à música "Violet" (violeta). Ross também sugeriu que a ideia do esquema de cores pode estar relacionado à "non-stop purple force" ("força roxa ininterrupta"), um verso comumente ouvido errado na música "Falling Back to Earth" do álbum de 2013 de Haken, The Mountain.

## Lista de músicas
| N.º            | Título                     | Duração |  |
| 1.             | "Better Times"             | 4:08    |  |
| 2.             | "Words We Can't Unsay"     | 5:04    |  |
| 3.             | "Violet"                   | 5:29    |  |
| 4.             | "The Apologist"            | 4:55    |  |
| 5.             | "Rocket Science"           | 4:15    |  |
| 6.             | "Catcher in the Rye"       | 5:18    |  |
| 7.             | "Since That Day"           | 3:25    |  |
| 8.             | "Young at Heart"           | 8:13    |  |
| 9.             | "Feelings"                 | 4:56    |  |
| 10.            | "Third Degree"             | 4:34    |  |
| 11.            | "Phoenix"                  | 11:50   |  |
| 12.            | "Grounded"                 | 8:02    |  |
| 13.            | "Year"                     | 4:55    |  |
| 14.            | "Be the One (Bonus Track)" | 3:25    |  |
| Duração total: | Duração total:             | 78:29   |  |

## Acoustic Shadows
Uma versão acústica do álbum, intitulada Acoustic Shadows, foi realizada como parte de uma transmissão ao vivo paga que Ross fez em 23 de julho de 2021, com vídeos das reproduções de "Words We Can't Unsay" e "Feelings" sendo lançados posteriormente. Uma turnê acústica estava programada para coincidir com o lançamento dos álbuns, mas foi cancelada devido a problemas financeiros e à pandemia do COVID-19. O setlist para a transmissão ao vivo incluiu a música "She Loves You More", uma faixa que Ross havia escrito que foi apresentada no álbum de 2010 de Redados Too Tired for Sleep, "Canary Yellow" do álbum de 2020 do Haken Virus e "Sail Away" do álbum de Novena de 2020 Eleventh Hour.
Além disso, a turnê foi planejada para incluir músicas de fora do álbum. Essas músicas eram "The Mind's Eye" e "Deathless", do álbum Visions de 2010 de Haken, "Sun Dance" e "Disconnected", do álbum Eleventh Hour de 2020 de Novena, assim como " Dancing in the Dark " de Bruce Springsteen e Peter " Solsbury Hill " de Peter Gabriel.
Em janeiro de 2021, Ross lançou uma gravação da transmissão ao vivo de Acoustic Shadows nos serviços de streaming.

### Lista de músicas
| N.º            | Título                                 | Duração |  |
| 1.             | "Better Times"                         | 4:21    |  |
| 2.             | "Words We Can't Unsay"                 | 5:08    |  |
| 3.             | "Rocket Science"                       | 4:17    |  |
| 4.             | "Young at Heart"                       | 7:28    |  |
| 5.             | "Since That Day"                       | 3:29    |  |
| 6.             | "She Loves You More"                   | 4:35    |  |
| 7.             | "Third Degree"                         | 4:44    |  |
| 8.             | "Grounded"                             | 5:52    |  |
| 9.             | "Feelings"                             | 4:15    |  |
| 10.            | "Sail Away" (com Harrison White)       | 4:28    |  |
| 11.            | "Canary Yellow" (com Richard Henshall) | 3:54    |  |
| Duração total: | Duração total:                         | 52:37   |  |

## Recepção
| Críticas profissionais | Críticas profissionais |
| Avaliações da crítica  | Avaliações da crítica  |
| Fonte                  | Avaliação              |
| ---------------------- | ---------------------- |
| Sonic Perspectives     | 9/10                   |
| The PROG Mind          | 8.5/10                 |

A recepção para o álbum tem sido geralmente positiva. O SonicPerspectives elogiou muito o álbum, afirmando que "a estréia de Jennings o estabelece com confiança como um artista por direito próprio, com o potencial de traçar qualquer curso que ele desejar no futuro." O PROG Mind também elogiou fortemente o álbum, em particular sua diversidade, afirmando: "A música pode soar como New Wave em um momento, Pink Floyd em outro, e então algo próprio de Ross em outro. O alcance é impressionante, e uma das razões pelas quais este disco realmente funciona." Progarchy fornece elogios unilaterais, afirmando que "Jennings está no topo do que se diz respeito à sua habilidade com  vocais e guitarra, apoiado por músicos estelares".
O álbum foi posteriormente indicado a álbum do ano do The Prog Report, além de ser indicado para quatro outras categorias, incluindo "Produção de Álbum do Ano", "Épico do Ano" ("Phoenix"), "Clipe do Ano" ("Feelings") e "Canção do Ano" ("Violet").